# Cleanin' out my closet
«Cleanin' Out My Closet» es una canción interpretada por el cantante estadounidense Eminem. La canción fue lanzada como el segundo sencillo de su álbum de 2002 The Eminem Show, luego de "Without Me". Es una oscura canción autobiográfica que habla sobre la tormentosa e infeliz infancia del rapero cuando se encontraba al cuidado de su madre, Debbie Mathers, y el abandono de su padre cuando él tenía apenas unos meses. En la letra, Eminem acusa a su madre del supuesto pésimo trato que recibió por parte de ella durante esos años pero en el estribillo, se disculpa sarcásticamente con su madre por lastimarla y herir sus sentimientos, aunque se retracta nuevamente mostrándole al mundo cómo era, según él, una mujer drogadicta y paranoica.
Alcanzó la cuarta posición en la lista Billboard Hot 100 de los Estados Unidos, convirtiéndose en uno de sus sencillos mejor ubicados en las listas de éxitos en toda su carrera.

## Lista de canciones
CD sencillo
| N.º | Título                        | Escritor(es)        | Productor(es)     | Duración |  |
| 1.  | «Cleanin' Out My Closet»      | M. Mathers, J. Bass | Eminem, Jeff Bass | 4:48     |  |
| 2.  | «Stimulate» (non-album track) | M. Mathers          | Eminem            | 5:06     |  |

## Listas de popularidad
| Lista (2002-2003)                 | Posición más alta |
| --------------------------------- | ----------------- |
| Australian Singles Chart          | 3                 |
| Billboard Hot 100                 | 4                 |
| Billboard Hot R&B/Hip-Hop Songs   | 11                |
| Billboard Hot Rap Tracks          | 5                 |
| Irish Singles Chart               | 3                 |
| Listas musicales de Finlandia     | 10                |
| Listas musicales de Francia       | 20                |
| Listas musicales de Italia        | 8                 |
| Nederlandse Top 40 (Países Bajos) | 4                 |
| New Zealand Singles Chart         | 5                 |
| Sverigetopplistan (Suecia)        | 3                 |
| Swiss Record Charts               | 5                 |
| UK Singles Chart                  | 4                 |
| Ultratop 40 (Valonia)             | 10                |
| Ultratop 50 (Flandes)             | 6                 |
| VG-lista (Noruega)                | 4                 |
| Ö3 Austria Top 40                 | 5                 |